# UFC Brazil
UFC Brazil: Ultimate Brazil (noto anche come UFC Ultimate Brazil o UFC 17.5) era un evento di arti marziali miste tenuto dal Ultimate Fighting Championship a San Paolo, Brasile il 16 ottobre 1998. L'evento è stato visto su pay-per-view negli Stati Uniti e in Brasile, ed è stato successivamente pubblicato su home video.

## Retroscena
"Ultimate Brazil" è stata la prima apparizione dell'UFC in Brasile e il secondo evento UFC che si è svolto fuori dagli Stati Uniti. L'evento è stato organizzato su iniziativa di Sérgio Batarelli, ex combattente di Kickboxing e Vale Tudo, promotore del International Vale Tudo Championship, WVC (World Vale Tudo Championship) e manager di numerosi campionati brasiliani. Combattenti di MMA. Ultimate Brazil ha segnato il primo evento UFC (diverso da UFC 9) a non utilizzare il formato del torneo che, a parte UFC 23, è stato completamente abbandonato negli eventi successivi. L'evento prevedeva il primo incontro in assoluto per il campionato dei pesi leggeri UFC, nonché un incontro per il campionato dei pesi medi.
Ultimate Brazil faceva parte di quello che l'UFC chiamava "The Road To The Heavyweight Title" (da non confondere con l'evento con lo stesso nome), una sorta di torneo, che comprendeva quattro eventi, per coronare il nuovo campione dei pesi massimi UFC in seguito alla rinuncia della cintura da parte di Randy Couture.
UFC Brazil segnò la prima apparizione di Pedro Rizzo, che sarebbe poi diventato uno dei principali contendenti dei pesi massimi UFC. L'evento prevedeva anche la prima apparizione UFC del futuro Campione dei pesi medi PRIDE Wanderlei Silva in un combattimento contro l'ex campione del torneo dei pesi massimi UFC 12 e futuro Campione dei pesi massimi leggeri UFC Vitor Belfort. Belfort è diventato la prima persona a mettere fuori combattimento Silva, con un impressionante knockout di 44 secondi dopo una raffica di pugni.

## Risultati

### Card preliminare
- Incontro categoria Pesi Leggeri:  Cesar Marscucci contro  Paulo Santos

Marscucci sconfisse Santos per KO Tecnico a 10:27.
- Incontro categoria Pesi Medi:  Tulio Palhares contro  Adriano Santos

Palhares sconfisse Santos per KO Tecnico a 9:00.

### Card principale
- Incontro categoria Pesi Medi:  Ebenezer Fontes Braga contro  Jeremy Horn

Braga sconfisse Horn per sottomissione (strangolamento a ghigliottina) a 3:28.
- Incontro categoria Pesi Massimi:  Tsuyoshi Kosaka contro  Pete Williams

Kosaka sconfisse Williams per decisione.
- Incontro per il titolo dei Pesi Leggeri:  Pat Miletich contro  Mikey Burnett

Miletich sconfisse Burnett per decisione e divenne il primo campione dei pesi leggeri, poi rinominati in "pesi welter".
- Incontro categoria Pesi Massimi:  Pedro Rizzo contro  Tank Abbott

Rizzo sconfisse Abbott per KO (pugno) a 8:07.
- Incontro categoria Pesi Medi:  Vítor Belfort contro  Wanderlei Silva

Belfort sconfisse Silva per KO Tecnico (pugni) a 0:44.
- Incontro per il titolo dei Pesi Medi:  Frank Shamrock (c) contro  John Lober

Shamrock sconfisse Lober per sottomissione (pugni) a 7:41 e mantenne il titolo dei pesi medi, poi rinominati in "pesi mediomassimi".